# Выборы в Палау
Выборы в Палау.
На национальном уровне граждане Палау выбирают президента, который отбывает четырехлетний срок (допустимо переизбрание на второй срок подряд) и исполняет обязанности главы государства. Вице-президент избирается по отдельному от президента номинированию. Также избирается национальный двухпалатный законодательный орган — парламент, состоящий из Национального конгресса Палау (Olbiil era Kelulau) и Сената Палау. Национальный конгресс состоит из 16 членов, каждый из которых служит четыре года в одномандатных округах. Сенат состоит из 9 членов, которые также служат четыре года в одномандатных округах.
Право голоса имеет каждый гражданин Палау, достигший 18 лет. В Палау нет политических партий..
В Палау проводятся (или проводились) следующие виды выборов:

- Выборы в Парламент Палау
- Выборы вице-президента Палау
- Выборы президента Палау

## История
10 мая 1979 года граждане Палау, части Подопечной территории Тихоокеанские острова, не ратифицировали Конституцию Федеративных Штатов Микронезии. В 1981 году была принята Конституция Республики Палау, предоставившая ей право самоуправления и учредившая посты президента и вице-президента страны. После восьми референдумов и поправки к Конституции, был подписан и вступил в силу с 1 октября 1994 года Договор о свободной ассоциации с США, прекративший их опеку над островами. Официально это произошло 10 ноября 1994 года, когда Совет Безопасности ООН резолюцией 956 упразднил соглашение об опеке над Палау. Договор об ассоциации истёк 30 сентября 2009 года, но после переговоров был модифицирован и возобновлён в конце 2010 года.